# ستيفان كوتنر
ستيفان كوتنر (بالألمانية: Stephan Kuttner )‏ (و. 1907 – 1996 م) هو مؤرخ قانوني ‏، ومؤرخ المسيحية، وأستاذ جامعي، وcanon law jurist ‏ من ألمانيا، والولايات المتحدة، ولد في بون، كان عضوًا في الأكاديمية الأمريكية للفنون والعلوم، توفي في بيركيلي، كاليفورنيا، عن عمر يناهز 89 عاماً.

## جوائز
حصل على جوائز منها:
- زمالة غوغنهايم